# Янчо, Денис
Денис Янчо (словац. Denis Jančo; род. 1 августа 1997, Тренчин) — словацкий футболист, играющий на позиции полузащитника. Ныне выступает за словацкий клуб «Гуменне».

## Клубная карьера
Янчо — уроженец и воспитанник Тренчина. С сезона 2014/2015 подтягивался к основной команде. 30 мая 2015 года дебютировал в чемпионате Словакии в поединке против «ВиОна», выйдя на замену на 82-й минуте вместо Райана Колвейка. В сезоне 2015/2016 проводил на поле больше времени, сыграл семь встреч, из которых четыре начинал в стартовом составе. Забил один мяч. Произошло это в поединке против того же «ВиОна» 24 сентября 2015 года. По итогам сезона, вместе с командой стал чемпионом страны.

## Карьера в сборной
Вызывался в юношеские сборные до 18 и 19 лет, однако основным игроком не был, принимая участия только в товарищеских поединках.

## Достижения
«Тренчин»
- Чемпион Словакии: 2015/16